# Heiko Senst
Heiko Senst (* 1968 in Eisenach) ist ein deutscher Schauspieler, Theaterregisseur, Hörspielsprecher und Schauspiellehrer.

## Leben
Nach seinem Bühnendebüt 1986 am Maxim Gorki Theater in „Ein Tag länger als ein Leben“ von Ulrich Plenzdorf (nach T. Aitmatow) Regie Siegfried Höchst studierte Senst von 1990 bis 1994 an der Hochschule für Schauspielkunst „Ernst Busch“ Berlin. Sein erstes Festengagement (1994 bis 1998) führte ihn an das Theater Bremen. Seither ist Senst freischaffend tätig. Gastverträge hatte er unter anderem am Nationaltheater Weimar, in Berlin am Ballhaus Ost, an der Schaubühne am Lehniner Platz, am Theater am Kurfürstendamm und am Berliner Ensemble, sowie in der Schweiz am Theater Basel, am Schauspielhaus Zürich und am Theaterhaus Gessnerallee und in Österreich am Schauspielhaus Graz. Am Theater Thüringen sah das Publikum ihn unter anderem als Titelfigur in Faust von Johann Wolfgang von Goethe und als George in Edward Albees Wer hat Angst vor Virginia Woolf?, jeweils unter der Regie von Amina Gusner.
Wiederholt arbeitete Senst auch mit dem Regisseur Robert Wilson. In dessen Inszenierung Doctor Faustus Lights the Lights von Gertrude Stein verkörperte er die Rolle des Red Mephisto und war damit von 1992 bis 1995 auf der Europa-Tour, sowie am Lincoln Center New York, in Montreal, Jerusalem und Hongkong zu sehen. 1998 trat er mit dem Berliner Ensemble unter Wilsons Regie mit Dantons Tod von Georg Büchner bei den Salzburger Festspielen auf. Im Jahr 1999 übernahm Senst in der Produktion The days before (Umberto Eco) die Rolle von Fritzi Haberlandt und gastierte an der Seite von Fiona Shaw und später Isabella Rossellini in Madrid und Porto, sowie im Jahr 2000 in Santiago de Compostela und Istanbul. Selber führt Senst auch Regie und inszenierte beispielsweise am Deutschen Theater Göttingen, am Berliner Maxim-Gorki-Theater, in der Bremer Schwankhalle und am Theater Phönix in Linz.
Heiko Senst ist Mitglied der Performancegruppe WEIRD (oder WIERD), die im Jahr 2009 mit WEIRD was euch fehlt Preisträger beim 100grad Festival in Berlin war. Mit drei Produktionen gastierten sie im HAU (Hebbel am Ufer) und Theaterdiscounter Berlin, sowie beim Pathos Transport Festival in München, 2 × beim Festival Wunder der Prärie in Mannheim und beim Festival Euroszene Köln. Senst war am Theaterdiscounter Berlin in diversen Performance Projekten beteiligt: Von Wegen (Solo), Jeder und Solche (Leitung: Michael Müller), no time for revolution (Leitung: Tomi Paasonen) shoving on the mountains top (mit Daniel Hinojo Baca), Gastspiele in Zürich und Mannheim. Seit dem Jahr 2000 hat Senst Dozenturen an verschiedenen Schauspielschulen, unter anderem im Studiengang „Schauspiel“ an der Hochschule für Schauspielkunst „Ernst Busch“ Berlin und der Universität für Musik und darstellende Kunst Graz.
Seit Mitte der 1990er-Jahre ist Senst auch vor der Kamera und als Hörspielsprecher tätig. Im Fernsehen war er in der Vergangenheit überwiegend als Gastdarsteller in verschiedenen Serienformaten zu sehen, 2004 besetzte ihn Edgar Reitz in dessen dritten Teil seiner Heimat-Trilogie mit der Rolle des Tobi. 1999 übernahm Senst eine Rolle in der Hörspielproduktion Das Dekameron, die auch als Hörbuch erschienen ist. Seit 2015 hat Senst eine ordentliche Professur für Schauspiel in Graz.
Heiko Senst lebt in Graz und Berlin.

## Filmografie (Auswahl)
- 1994: Das gläserne Haus
- 1995: Das Versprechen
- 1996: Doppelter Einsatz – Tod eines Taxifahrers
- 1996: Im Namen des Gesetzes – Ganovenehre
- 1997: Der Kapitän – Gefährliche Fracht
- 1997: Die Gang – Die Falle
- 1998: Tatort – Voll ins Herz
- 2000: Deutschlandspiel
- 2001: Jagd auf den Plastiktüten-Mörder
- 2001: Polizeiruf 110 – Angst
- 2002: Für alle Fälle Stefanie – Wer schön sein will
- 2003: Doppelter Einsatz – Heiße Fracht
- 2003: Ein starkes Team – Kollege Mörder
- 2004: Heimat 3 – Chronik einer Zeitenwende
- 2005: Solo für Schwarz – Tod im See
- 2006: Der Rote Kakadu
- 2006: Eine Stadt wird erpresst
- 2008: Unschuldig – Hauptgewinn Tod
- 2008: Der Kriminalist – Bluesgewehr
- 2009: Doktor Martin – In Gedanken bei Dir
- 2010: Schloss Einstein (Folge 618)
- 2016: Reisende auf einem Bein
- 2022: Alma und Oskar

## Hörspiele (Auswahl)
- 1995: Fuchsjagd – Autor: Gerhard Herm – Regie: Angeli Backhausen
- 1996: Singapore Sling – Autorin: Angela Gerrits – Regie: Hans Helge Ott
- 1996: Lukas Kasha – Autor: Lloyd Alexander – Regie: Christiane Ohaus
- 1997: Die nackten Masken – Autor: Luigi Malerba – Regie: Norbert Schaeffer
- 1997: All die schönen Pferde – Autor: Cormac McCarthy – Regie: Walter Adler
- 1997: Der Gewitterkoffer – Autorin: Nina Jäckle – Regie: Gottfried von Einem
- 1998: Memoiren einer baskischen Kuh – Autor: Bernardo Atxaga – Bearbeitung, Komposition und Regie: Charlotte Niemann
- 1998: Eiszeit – Autorin: Anna Eleny – Regie: Christiane Ohaus
- 1999: Muh! – Autor: Rüdiger Grothues – Regie: Hans Helge Ott
- 1999: Das Dekameron – Autor: Giovanni Boccaccio – Regie: Gottfried von Einem
- 2000: Wenn… – Autor: Frank Grupe – Regie: Hans Helge Ott
- 2000: Stopp!! – Autoren: Hans Helge Ott und Katrin Krämer – Regie: Hans Helge Ott
- 2001: Szenen aus dem Grenzgebiet – Autor: Martin Ahrends – Regie: Christiane Ohaus
- 2003: Katja K – Autor: Jiří Ort – Regie: Christoph Pragua
- 2009: Der Streichholzpalast – Autor: Dirk Dobbrow – Regie: Angeli Backhausen
- 2013: Tod im Bosehaus – Autor: Wolfgang Zander – Regie: Christoph Pragua
- 2014: Happy Birthday – Autor: Wolfgang Zander – Regie: Christoph Pragua